# سیتی آف د سان (نیومکزیکو)
سیتی آف د سان (به انگلیسی: City of the Sun) یک منطقهٔ مسکونی در ایالات متحده آمریکا است که در شهرستان لونا، نیومکزیکو واقع شده‌است. سیتی آف د سان ۳۱ نفر جمعیت دارد و ۱٬۲۶۱٫۸۹ متر بالاتر از سطح دریا واقع شده‌است.